# Rogério Matias
Rogério Matias (Vila Franca de Xira, 22 de Outubro de 1974) é um futebolista português. Destacam-se duas atuações pelo Standard de Liège e pela Seleção Portuguesa. Actualmente Rogério Matias é comentador da Benfica TV. 
.